# Sport-Club Freiburg II 2022-2023
Questa voce raccoglie le informazioni riguardanti lo Sport-Club Freiburg II nelle competizioni ufficiali della stagione 2022-2023.

## Stagione
Nella stagione 2022-2023 il Friburgo II, allenato da Thomas Stamm, concluse il campionato di 3. Liga al 2º posto.

## Rosa
| N. |                          | Ruolo | Calciatore                |
| -- | ------------------------ | ----- | ------------------------- |
| 1  | Germania (bandiera)      | P     | Noah Atubolu              |
| 2  | Germania (bandiera)      | D     | Philipp Treu              |
| 3  | Kosovo (bandiera)        | D     | Andi Hoti                 |
| 4  | Francia (bandiera)       | D     | Jordy Makengo             |
| 5  | Svizzera (bandiera)      | D     | André Barbosa             |
| 6  | Germania (bandiera)      | D     | Sandrino Braun-Schumacher |
| 7  | Svizzera (bandiera)      | A     | Guillaume Furrer          |
| 8  | Germania (bandiera)      | C     | Patrick Lienhard          |
| 9  | Paesi Bassi (bandiera)   | A     | Vincent Vermeij           |
| 12 | Germania (bandiera)      | P     | Benjamin Uphoff           |
| 13 | Corea del Sud (bandiera) | A     | Ji-han Lee                |
| 14 | Germania (bandiera)      | A     | Davino Knappe             |
| 15 | Germania (bandiera)      | A     | Lars Kehl                 |
| 16 | Germania (bandiera)      | D     | Max Rosenfelder           |
| 17 | Germania (bandiera)      | D     | Philip Fahrner            |
| 18 | Germania (bandiera)      | C     | Yannik Engelhardt         |
| 22 | Germania (bandiera)      | A     | Mika Baur                 |
| 23 | Germania (bandiera)      | D     | Kenneth Schmidt           |
| 24 | Germania (bandiera)      | A     | Alexander Prokopenko      |
| 25 | Germania (bandiera)      | C     | Julian Stark              |

| N. |                      | Ruolo | Calciatore         |
| -- | -------------------- | ----- | ------------------ |
| 26 | Finlandia (bandiera) | C     | Oscar Wiklöf       |
| 27 | Germania (bandiera)  | C     | Felix Allgaier     |
| 28 | Germania (bandiera)  | C     | Merlin Röhl        |
| 29 | Germania (bandiera)  | A     | Maximilian Breunig |
| 30 | Lettonia (bandiera)  | A     | Daniels Ontužāns   |
| 31 | Estonia (bandiera)   | D     | Andreas Vaher      |
| 34 | Germania (bandiera)  | D     | Kimberly Ezekwem   |
| 36 | Germania (bandiera)  | A     | Julian Guttau      |
| 37 | Germania (bandiera)  | P     | Laurin Mack        |
| 38 | Germania (bandiera)  | A     | Noah Weißhaupt     |
| 39 | Germania (bandiera)  | C     | Robert Wagner      |
| 40 | Germania (bandiera)  | P     | Niklas Sauter      |
| 41 | Canada (bandiera)    | C     | Gabriel Pellegrino |
| 42 | Ungheria (bandiera)  | A     | Roland Sallai      |
| 43 | Germania (bandiera)  | D     | Noah Wagner        |
| 44 | Germania (bandiera)  | C     | Marco Wörner       |
| 45 | Germania (bandiera)  | P     | Pascal Bleise      |
| 46 | Finlandia (bandiera) | P     | Jaaso Jantunen     |
| 47 | Germania (bandiera)  | C     | Luca Marino        |

## Organigramma societario
Area tecnica
- Allenatore: Thomas Stamm
- Allenatore in seconda: Uwe Staib, Valentin Vochatzer
- Preparatore dei portieri: Frank Kackert
- Preparatori atletici: Moritz Walther

## Calciomercato

### Sessione estiva
| Acquisti | Acquisti             | Acquisti         | Acquisti |
| R.       | Nome                 | da               | Modalità |
| -------- | -------------------- | ---------------- | -------- |
| C        | Merlin Röhl          | Ingolstadt 04    |          |
| D        | Andi Hoti            | Inter            |          |
| C        | Oscar Wiklöf         | IFK Mariehamn    |          |
| A        | Julian Guttau        | Hallescher       |          |
| C        | Felix Allgaier       | Friburgo U19     |          |
| A        | Maximilian Breunig   | Kickers Würzburg |          |
| A        | Davino Knappe        | Stoccarda II     |          |
| C        | Patrick Lienhard     | Homburg          |          |
| P        | Laurin Mack          | Friburgo U19     |          |
| A        | Alexander Prokopenko | Carl Zeiss Jena  |          |
| C        | Julian Stark         | Heidenheim       |          |

| Cessioni | Cessioni                | Cessioni          | Cessioni |
| R.       | Nome                    | a                 | Modalità |
| -------- | ----------------------- | ----------------- | -------- |
| C        | Raphael Assibey-Mensah  | Zwickau           |          |
| A        | Nishan Burkart          | Winterthur        |          |
| P        | Lars Hunn               | Kriens            |          |
| D        | Maximilian Dietz        | Greuther Fürth II |          |
| A        | Alexander Bazdrigiannis | Schweinfurt 05    |          |
| D        | Jacob Engel             | Schweinfurt 05    |          |
| D        | Stefan Ilić             | Ulma              |          |
| D        | Claudio Kammerknecht    | Dinamo Dresda     |          |
| A        | Emilio Kehrer           | Cercle Bruges     |          |
| C        | Enzo Leopold            | Hannover 96       |          |
| C        | Sascha Risch            | Meppen            |          |

### Sessione invernale
| Acquisti | Acquisti      | Acquisti | Acquisti |
| R.       | Nome          | da       | Modalità |
| -------- | ------------- | -------- | -------- |
| D        | Andreas Vaher | SPAL U19 |          |

| Cessioni | Cessioni          | Cessioni      | Cessioni |
| R.       | Nome              | a             | Modalità |
| -------- | ----------------- | ------------- | -------- |
| P        | Sebastian Mellack | TeBe Berlino  |          |
| D        | Hugo Siquet       | Cercle Bruges |          |

## Risultati

### 3. Liga

#### Girone di andata
| Arbitro: | Exner |

|                  |           |              |
| Sorge 50’ (aut.) | Marcatori | 3’ Stefaniak |

| Arbitro: | Erbst |

|  |           |             |
|  | Marcatori | 88’ Vermeij |

| Arbitro: | Jürgensen |

|                                |           |  |
| Landgraf 70’ (aut.) Knappe 73’ | Marcatori |  |

| Arbitro: | Oldhafer |

|                                           |           |             |
| Bitter 30’ Bouhaddouz 49’ Stoppelkamp 58’ | Marcatori | 68’ Fahrner |

| Arbitro: | Speckner |

|            |           |  |
| Wagner 43’ | Marcatori |  |

| Arbitro: | Petersen |

|  |           |                  |
|  | Marcatori | 41’, 61’ Vermeij |

| Arbitro: | Benen |

|          |           |  |
| Kehl 55’ | Marcatori |  |

| Arbitro: | Weisbach |

|                                              |           |         |
| Hollerbach 31’ (rig.) Froese 82’ Prtajin 85’ | Marcatori | 7’ Kehl |

| Arbitro: | Hanslbauer |

|             |           |            |
| Vermeij 80’ | Marcatori | 82’ Heider |

| Arbitro: | Stegemann |

|                      |           |                      |
| Jänicke 59’ Cuni 64’ | Marcatori | 22’ Stark 63’ Wiklöf |

| Arbitro: | Ballweg |

|  |           |                                        |
|  | Marcatori | 30’ Engelmann 51’ Berlinski 83’ Ennali |

| Arbitro: | Heft |

|                             |           |                             |
| Wiklöf 46’ Vermeij 52’, 61’ | Marcatori | 32’ Rossipal 60’ Keita-Ruel |

| Arbitro: | Erbst |

|  |           |             |
|  | Marcatori | 52’ Vermeij |

| Arbitro: | Alt |

|                    |           |  |
| Vermeij 64’ (rig.) | Marcatori |  |

| Arbitro: | Fuchs |

|            |           |                |
| Arslan 69’ | Marcatori | 72’ Engelhardt |

| Arbitro: | Kessel |

|                  |           |  |
| Kehl 5’ Baur 64’ | Marcatori |  |

| Arbitro: | Eckermann |

|                                               |           |  |
| Woltemade 23’ Rochelt 30’ Jacobsen 74’ (rig.) | Marcatori |  |

| Arbitro: | Fritz |

|             |           |                   |
| Breunig 90’ | Marcatori | 70’ (rig.) Šapina |

| Arbitro: | Gerach |

|              |           |                              |
| Ballmert 59’ | Marcatori | 10’ (rig.) Vermeij 33’ Stark |

#### Girone di ritorno
| Aue-Bad Schlema 28 gennaio 2023, ore 14:00 CET 20ª giornata | Erzgebirge Aue | 0 – 0 referto | Friburgo II | Erzgebirgsstadion (6 019 spett.)\| Arbitro: \| Benen \| |
| Arbitro:                                                    | Benen          |               |             |                                                         |

| Arbitro: | Oldhafer |

|                               |           |  |
| Fahrner 4’ Vermeij 90’ (rig.) | Marcatori |  |

| Arbitro: | Alt |

|              |           |                               |
| Nietfeld 28’ | Marcatori | 35’ Hoti 54’ Vermeij 72’ Kehl |

| Arbitro: | Fuchs |

|                |           |  |
| Schmid 9’, 49’ | Marcatori |  |

| Arbitro: | Schwengers |

|  |           |                                        |
|  | Marcatori | 38’ Guttau 60’ Rosenfelder 80’ Vermeij |

| Arbitro: | Eckermann |

|                |           |  |
| Engelhardt 66’ | Marcatori |  |

| Arbitro: | Weisbach |

|  |           |            |
|  | Marcatori | 87’ Wagner |

| Arbitro: | Waschitzki-Günther |

|                                        |           |                                  |
| Kehl 55’ Stark 70’ Baur 90’ Guttau 90’ | Marcatori | 72’ Heußer 88’ (rig.) Hollerbach |

| Arbitro: | Bauer |

|             |           |             |
| Niemann 27’ | Marcatori | 18’ Vermeij |

| Arbitro: | Jürgensen |

|             |           |          |
| Vermeij 90’ | Marcatori | 14’ Cuni |

| Arbitro: | Ballweg |

|                             |           |  |
| Engelmann 43’ Berlinski 49’ | Marcatori |  |

| Arbitro: | Sather |

|                     |           |           |
| Wagner 85’ Bahn 90’ | Marcatori | 27’ Stark |

| Arbitro: | Hildenbrand |

|                                         |           |  |
| Baur 15’ Stark 19’ Kehl 40’ Vermeij 45’ | Marcatori |  |

| Oldenburg 22 aprile 2023, ore 14:00 CEST 33ª giornata | Oldenburg  | 0 – 0 referto | Friburgo II | Marschweg-Stadion (3 806 spett.)\| Arbitro: \| Hanslbauer \| |
| Arbitro:                                              | Hanslbauer |               |             |                                                              |

| Arbitro: | Petersen |

|            |           |            |
| Wiklöf 55’ | Marcatori | 28’ Arslan |

| Arbitro: | Benen |

|                |           |  |
| Holzhauser 45’ | Marcatori |  |

| Arbitro: | Gerach |

|                      |           |          |
| Kehl 58’ (rig.), 68’ | Marcatori | 81’ Feil |

| Arbitro: | Winter |

|             |           |                         |
| Stöcker 59’ | Marcatori | 76’, 78’ (rig.) Breunig |

| Arbitro: | Greif |

|                              |           |  |
| Rosenfelder 33’ Ontužāns 89’ | Marcatori |  |

## Statistiche

### Statistiche di squadra
| Competizione | Punti | In casa | In casa | In casa | In casa | In casa | In casa | In trasferta | In trasferta | In trasferta | In trasferta | In trasferta | In trasferta | Totale | Totale | Totale | Totale | Totale | Totale | DR  |
| Competizione | Punti | G       | V       | N       | P       | Gf      | Gs      | G            | V            | N            | P            | Gf           | Gs           | G      | V      | N      | P      | Gf     | Gs     | DR  |
| ------------ | ----- | ------- | ------- | ------- | ------- | ------- | ------- | ------------ | ------------ | ------------ | ------------ | ------------ | ------------ | ------ | ------ | ------ | ------ | ------ | ------ | --- |
| 3. Liga      | 73    | 19      | 13      | 5       | 1       | 32      | 13      | 19           | 8            | 5            | 6            | 22           | 21           | 38     | 21     | 10     | 7      | 54     | 34     | +20 |
| Totale       | 73    | 19      | 13      | 5       | 1       | 32      | 13      | 19           | 8            | 5            | 6            | 22           | 21           | 38     | 21     | 10     | 7      | 54     | 34     | +20 |

### Andamento in campionato
| Giornata  | 1 | 2 | 3 | 4 | 5 | 6 | 7 | 8 | 9 | 10 | 11 | 12 | 13 | 14 | 15 | 16 | 17 | 18 | 19 | 20 | 21 | 22 | 23 | 24 | 25 | 26 | 27 | 28 | 29 | 30 | 31 | 32 | 33 | 34 | 35 | 36 | 37 | 38 |
| --------- | - | - | - | - | - | - | - | - | - | -- | -- | -- | -- | -- | -- | -- | -- | -- | -- | -- | -- | -- | -- | -- | -- | -- | -- | -- | -- | -- | -- | -- | -- | -- | -- | -- | -- | -- |
| Luogo     | C | T | C | T | C | T | C | T | C | T  | C  | C  | T  | C  | T  | C  | T  | C  | T  | T  | C  | T  | C  | T  | C  | T  | C  | T  | C  | T  | T  | C  | T  | C  | T  | C  | T  | C  |
| Risultato | N | V | V | P | V | V | V | P | N | N  | P  | V  | V  | V  | N  | V  | P  | N  | V  | N  | V  | V  | V  | V  | V  | V  | V  | N  | N  | P  | P  | V  | N  | N  | P  | V  | V  | V  |
| Posizione | 8 | 6 | 5 | 9 | 6 | 3 | 3 | 4 | 3 | 4  | 7  | 6  | 5  | 3  | 3  | 2  | 5  | 4  | 4  | 4  | 3  | 3  | 2  | 2  | 2  | 2  | 2  | 2  | 2  | 2  | 3  | 3  | 3  | 2  | 2  | 2  | 2  | 2  |

Legenda:

Luogo: C = Casa; T = Trasferta. Risultato: V = Vittoria; N = Pareggio; P = Sconfitta.

### Statistiche dei giocatori
| F. Allgaier         | 2  | 0  | 0 | 0 |
| N. Atubolu          | 25 | 0  | 2 | 0 |
| A. Barbosa          | 3  | 0  | 0 | 0 |
| M. Baur             | 21 | 3  | 1 | 0 |
| P. Bleise           | 0  | 0  | 0 | 0 |
| S. Braun-Schumacher | 19 | 0  | 1 | 0 |
| M. Breunig          | 17 | 3  | 3 | 0 |
| N. Burkart          | 4  | 0  | 0 | 0 |
| Y. Engelhardt       | 25 | 2  | 3 | 1 |
| K. Ezekwem          | 16 | 0  | 0 | 1 |
| P. Fahrner          | 28 | 2  | 3 | 0 |
| G. Furrer           | 11 | 0  | 2 | 0 |
| J. Guttau           | 35 | 2  | 5 | 0 |
| A. Hoti             | 23 | 1  | 1 | 0 |
| L. Höler            | 1  | 0  | 0 | 0 |
| J. Jantunen         | 0  | 0  | 0 | 0 |
| L. Kehl             | 36 | 8  | 7 | 0 |
| D. Knappe           | 11 | 1  | 1 | 0 |
| D. Kyereh           | 1  | 0  | 0 | 0 |
| L. Kübler           | 1  | 0  | 0 | 0 |
| J. Lee              | 14 | 0  | 4 | 0 |
| P. Lienhard         | 24 | 0  | 2 | 0 |
| L. Mack             | 0  | 0  | 0 | 0 |
| J. Makengo          | 35 | 0  | 6 | 0 |
| L. Marino           | 0  | 0  | 0 | 0 |
| D. Ontužāns         | 11 | 1  | 1 | 0 |
| G. Pellegrino       | 0  | 0  | 0 | 0 |
| A. Prokopenko       | 3  | 0  | 0 | 0 |
| M. Rosenfelder      | 21 | 2  | 2 | 0 |
| M. Röhl             | 12 | 0  | 3 | 0 |
| R. Sallai           | 1  | 0  | 1 | 0 |
| N. Sauter           | 11 | 0  | 2 | 0 |
| J. Schmid           | 1  | 2  | 0 | 0 |
| K. Schmidt          | 22 | 0  | 3 | 0 |
| H. Siquet           | 2  | 0  | 0 | 0 |
| J. Stark            | 32 | 5  | 4 | 1 |
| P. Treu             | 35 | 0  | 6 | 0 |
| B. Uphoff           | 2  | 0  | 0 | 0 |
| A. Vaher            | 0  | 0  | 0 | 0 |
| V. Vermeij          | 36 | 15 | 3 | 0 |
| N. Wagner           | 1  | 0  | 0 | 0 |
| R. Wagner           | 21 | 2  | 6 | 0 |
| N. Weißhaupt        | 1  | 0  | 0 | 0 |
| O. Wiklöf           | 24 | 3  | 1 | 0 |
| M. Wörner           | 2  | 0  | 0 | 0 |